# Alnetoidia sopha
Alnetoidia sopha är en insektsart som beskrevs av Fernando Chiang och Knight 1990. Alnetoidia sopha ingår i släktet Alnetoidia och familjen dvärgstritar.
Artens utbredningsområde är Taiwan. Inga underarter finns listade i Catalogue of Life.